# Пратапарудра
Пратапару́дра (IAST: Pratāparudra) — царь Ориссы из династии Гаджапати. Правил в период с 1497 по 1540 год. Был покровителем храма Джаганнатхи.
В период пребывания Чайтаньи в городе Пури, стал одним из его близких последователей. Возможно, именно по просьбе Пратапарудры Кавикарнапура написал «Чайтанья-чандродая-натаку» — агиографическую санскритскую драму о жизни Чайтаньи.